# Totuate
Totuate är en ort i Mexiko.   Den ligger i kommunen Mezquitic och delstaten Jalisco, i den centrala delen av landet, 600 km nordväst om huvudstaden Mexico City. Totuate ligger 1 369 meter över havet och antalet invånare är 127.
Terrängen runt Totuate är varierad. Totuate ligger nere i en dal som går i nord-sydlig riktning. Runt Totuate är det mycket glesbefolkat, med 4 invånare per kvadratkilometer. Närmaste större samhälle är Monte Escobedo, 17,4 km öster om Totuate. I omgivningarna runt Totuate växer huvudsakligen savannskog.